# 刘畈水库
刘畈水库是中国湖北省荆门市京山县境内的一座水库，位于大富水支流上，建于1967年。水库正常库容为3277万立方米，集雨面积为99平方千米，海拔为127.5米。